# 436 a.C.
Il 436 a.C. (CDXXXVI a.C. in numeri romani) è un anno  del V secolo a.C.

## Eventi
- Roma: 
  - Consoli Lucio Papirio Crasso e Marco Cornelio Maluginense

## Nati
- Isocrate, retore e filosofo ateniese († 338 a.C.)

## Morti
- Zengzi, filosofo cinese (n. 505 a.C.)